# ヨーク郡区 (ペンシルベニア州ヨーク郡)
ヨーク郡区（英: York Township）は、アメリカ合衆国ペンシルベニア州南部のヨーク郡のタウンシップ（郡区）である。2010年の国勢調査での人口は27,793 人だった。同じヨーク郡の郡庁所在地ヨーク市とは別の自治体である。

## 歴史
ヨーク・タウンシップは1753年に、この地域に住んでいた数少ない開拓者達によって設立された。人々の多くは町の南東部に住み、その領域の大半はその後ダラスタウン、レッドライオン、ヨーの各ボロとして分かれた。第二次世界大戦が終わるまで、町はほとんど田園部だった。今日のヨーク・タウンシップは部分的に田園が残るが、北西にあるヨーク市の人口が多い郊外部として大半は都会化している。

## 地理
アメリカ合衆国国勢調査局に拠れば、市域全面積は25.8平方マイル (67 km2)であり、このうち陸地25.5平方マイル (66 km2)、水域は0.3平方マイル (0.78 km2)で水域率は1.24%である

## 人口動態
以下は2000年の国勢調査による人口統計データである。
| 基礎データ - 人口: 23,637 人 - 世帯数: 9,857 世帯 - 家族数: 6,604 家族 - 人口密度: 358.3人/km2（928.0 人/mi2） - 住居数: 10,258 軒 - 住居密度: 155.5軒/km2（402.7軒/mi2） 人種別人口構成 - 白人: 95.95% - アフリカン・アメリカン: 1.52% - ネイティブ・アメリカン: 0.14% - アジア人: 1.24% - 太平洋諸島系: 0.03% - その他の人種: 0.36% - 混血: 0.76% - ヒスパニック・ラテン系: 1.43% | 年齢別人口構成 - 18歳未満: 21.6% - 18-24歳: 7.5% - 25-44歳: 27.7% - 45-64歳: 25.0% - 65歳以上: 18.2% - 年齢の中央値: 41歳 - 性比（女性100人あたり男性の人口） - 総人口: 92.8 - 18歳以上: 89.6 世帯と家族（対世帯数） - 18歳未満の子供がいる: 27.7% - 結婚・同居している夫婦: 57.9% - 未婚・離婚・死別女性が世帯主: 6.5% - 非家族世帯: 33.0% - 単身世帯: 27.3% - 65歳以上の老人1人暮らし: 11.5% - 平均構成人数 - 世帯: 2.34人 - 家族: 2.85人 | 収入と家計 - 収入の中央値 - 世帯: 48,449米ドル - 家族: 57,177米ドル - 性別 - 男性: 40,207米ドル - 女性: 27,558米ドル - 人口1人あたり収入: 25,169米ドル - 貧困線以下 - 対人口: 5.0% - 対家族数: 3.7% - 18歳未満: 4.7% - 65歳以上: 6.7% |